# Torre Europarco
La Torre Europarco es un rascacielos ubicado en Roma, la capital de Italia. Tiene 120 metros de altura y 30 pisos. Es el segundo edificio más alto de la ciudad, después de la cercana Torre Eurosky. Se encuentra dentro del Europarco Business Park  en Torrino, parte del noveno Municipio de Roma, y limita con la zona Esposizione Universale Roma.